# Armorial des communes du royaume de France
L'armorial des communes du royaume de France, dresse l'ensemble des armoiries des bonnes villes du royaume de France .

## Description
Sous l’Ancien Régime, un certain nombre de cités avaient le privilège d'être représentées par leurs maires au sacre des rois de France dans la cathédrale de Reims. Elles étaient nommées les bonnes villes, et avaient le droit de porter des armoiries avec un chef d'azur à trois fleurs de lis d'or (dit de France) ou d'azur semé de fleurs de lis d'or (dit de France ancien). Certaines d'entre elles, comme Marseille, Rennes ou Avignon... choisirent de ne pas l'inclure dans leur blason. Au Moyen Age, les Bonnes villes étaient très nombreuses mais nous ne disposons d'aucune liste les répertoriant.

En 1821, l'on rendit ou accorda ce droit aux quarante communes suivantes : Abbeville, Aix-en-Provence, Amiens, Angers, Antibes, Avignon, Besançon, Bordeaux, Bourges, Caen, Cambrai, Carcassonne, Colmar, Clermont-Ferrand, Dijon, Grenoble, Lille, Lyon, Marseille, Metz, Montauban, Montpellier, Nancy, Nantes, Nîmes, Orléans, Paris, Pau, Reims, Rennes, La Rochelle, Rouen, Sète, Strasbourg, Toulon, Toulouse, Tours, Troyes, Versailles, Vesoul.

### Bonnes villesduroyaume de France
| Image | Nom de la ville, du département, du blasonnement |
| ----- | --- |
|       | Abbeville (Somme) (Baron-Maire) D'azur aux trois bandes d'or, à la bordure de gueules, au chef de France ancien. |
|       | Aix-en-Provence (Bouches-du-Rhône) D'or aux quatre pals de gueules ; au chef tiercé en pal d'argent à la croix potencée d'or cantonnée de quatre croisettes du même, d'azur semé de fleurs-de-lys d'or brisé en chef d'un lambel de cinq pendants de gueules, et d'azur semé de fleurs-de-lys d'or à la bordure de gueules. |
|       | Amiens (Somme) De gueules à un lierre d'argent, au chef de France ancien. |
|       | Angers (Maine-et-Loire) De gueules à une clef d’argent, au chef cousu d’azur chargé de deux fleurs-de-lys d’or. |
|       | Antibes (Alpes-Maritimes) D'azur à une croix d'argent cantonnée de quatre fleurs-de-lis d'or, au lambel à trois pendants de gueules brochant sur le montant de la croix, au chef de France ancien. |
|       | Avignon (Vaucluse) De gueules à trois clef d'or posées en fasce. |
|       | Besançon (Doubs) D'or à l'aigle de sable, tenant de ses serres deux colonnes de gueules brochant sur les ailes. |
|       | Bordeaux (Gironde) De gueules à la Grosse Cloche d'argent (château de quatre tours crénelées et couvertes, et sommé d'un clocher portant une cloche, le tout d'argent) maçonnée de sable, surmontée d'un léopard d'or et posée sur des ondes d'azur mouvant de la pointe et chargées d'un croissant d'argent ; au chef de France Ancien. Différences entre dessin et blasonnement : Le blason ci-contre arbore le chef de France dit "moderne" , et non ancien comme l'indique le blasonnement. |
|       | Bourges (Cher) D’azur à trois moutons passant d’argent, à la bordure engrêlée de gueules*, au chef de France. * Il y a là non-respect de la règle de contrariété des couleurs : ces armes sont fautives (gueules sur azur). |
|       | Caen (Basse-Normandie) Coupé de gueules et d'azur, à trois fleurs-de-lys d'or, deux au premier et une au second. |
|       | Cambrai (Nord) D'or à l'aigle bicéphale éployée de sable, becquée et membrée de gueules, chargée en cœur d'un écusson d'or à trois lionceaux d'azur. |
|       | Carcassonne (Aude) D'azur semé de fleurs-de-lys d'or au portail de ville flanqué de deux tours couvertes d'argent, maçonné, ajouré et ouvert de sable, la porte coulissée aussi d'argent surmontée d'un écusson de gueules chargé de l'agneau pascal d'argent à la tête contournée nimbée d'or, portant un panonceau aussi d'argent surchargé d'une croisette du champ. |
|       | Colmar (Haut-Rhin) Parti de gueules et de sinople, à la masse d’armes d’or posée en barre brochant sur le tout. |
|       | Clermont-Ferrand (Puy-de-Dôme) D'azur, à la croix pleine de gueules* orlée d'or, cantonnée de quatre fleurs-de-lis aussi d'or. —OU— D'azur à la croix d'or remplie de gueules et cantonnée de quatre fleurs de lys du second. |
|       | Dijon (Côte-d'Or) De gueules au chef parti d'azur semé de fleurs-de-lis d'or à la bordure componée d'argent et de gueules (Touraine), et d'un bandé d'or et d'azur de six pièces à la bordure de gueules (Bourgogne ancien). |
|       | Grenoble (Isère) D’or à trois roses de gueules. |
|       | Lille (Nord) De gueules à une fleur-de-lis d'argent. |
|       | Lyon (Rhône) De gueules au lion rampant d'argent, au chef de France. |
|       | Marseille (Bouches-du-Rhône) D'argent à la croix d'azur. |
|       | Metz (Moselle) Parti d’argent et de sable. |
|       | Montauban (Tarn-et-Garonne) De gueules au saule d'or étêté de six branches sans feuilles, trois à dextre, trois à senestre ; au chef de France. |
|       | Montpellier (Hérault) D'azur à la Sainte Vierge de carnation vêtue d'une robe de gueules et d'un manteau du champ, assise sur un trône antique d'or, tenant l'Enfant Jésus aussi de carnation vêtu d'azur, le tout surmonté des lettres A et M onciales d'argent et soutenu en pointe d'un écusson du même chargé d'un tourteau de gueules. |
|       | Nancy (Meurthe-et-Moselle) D'argent à la tige de chardon arrachée de sinople, fleurie de pourpre, chargée de deux feuilles piquantes du second ; au chef coupé d'un et parti de trois : au 1er fascé d'argent et de gueules de huit pièces, au 2d d'azur semé de fleurs-de-lys d'or brisé en chef d'un lambel de gueules, au 3e d'argent à la croix potencée d'or cantonnée de quatre croisettes du même, au 4e d'or à quatre pals de gueules, au 5e d'azur semé de fleurs-de-lys d'or à la bordure cousue de gueules, au 6e d'azur au lion contourné d'or à la queue fourchue, armé, lampassé et couronné de gueules, au 7e d'or au lion de sable armé et lampassé de gueules, au 8e d'azur semé de croisettes recroisetées au pied fiché d'or aux deux bars adossés du même brochant sur le tout, sur le tout d'or à la bande de gueules chargée de trois alérions d'argent. |
|       | Nantes (Loire-Atlantique) De gueules au navire d'or habillé d'hermines, voguant sur une mer de sinople, au chef d'hermine. |
|       | Nîmes (Gard) De gueules au palmier terrassé de sinople* chargé à sa base d'un crocodile passant et contourné du même, attaché avec une chaîne d'or au tronc du palmier ; et d'une couronne florale d'or, liée d'un ruban du même, accrochée à une palme en chef dextre du palmier ; le tout entouré de l'inscription d'or en lettres latines COL à la dextre du tronc et NEM à sa senestre. * Il y a là non-respect de la règle de contrariété des couleurs : ces armes sont fautives (sinople sur gueules, interdit en héraldique). |
|       | Orléans (Loiret) De gueules à trois cailloux en cœur de lys d'argent, au chef de France. |
|       | Paris (Paris) De gueules à la nef équipée et habillée d'argent voguant sur des ondes du même mouvant de la pointe, au chef de France ancien. |
|       | Pau (Pyrénées-Atlantiques) D'azur à une barrière de trois pals aux pieds fichés d'argent, sommée d'un paon rouant d'or, accompagnée en pointe et intérieurement de deux vaches affrontées et couronnées du même ; au chef aussi d'or chargé d'une écaille de tortue au naturel surmontée de la couronne royale fermée d'azur rehaussée d'or, accompagnée à dextre de la lettre H capitale et à senestre du chiffre IV romain aussi d'azur. |
|       | Reims (Marne) Ville du Sacre des rois de France D'argent à deux rinceaux de laurier de sinople passés en double sautoir, au chef de France ancien. |
|       | Rennes (Ille-et-Vilaine) Palé d'argent et de sable de six pièces, au chef d'argent chargé de cinq mouchetures d'hermine de sable. |
|       | La Rochelle (Charente-Inférieure) De gueules à un vaisseau d'or habillé d'argent voguant sur une mer de sinople, au chef de France. |
|       | Rodez (Aveyron) De gueules à trois roues d'or, au chef de France. |
|       | Rouen (Seine-Inférieure) De gueules à l'agneau pascal d'argent, la tête nimbée et contournée, portant une bannerette du même chargée d'une croisette d'or, au chef de France. |
|       | Sète (Hérault) D'azur semé de fleurs-de-lys d'or à une baleine renversée de sable allumée d'argent, lançant un jet d'obus aussi d'or chargé de trois grenades aussi de sable enflammées de gueules. |
|       | Strasbourg (Bas-Rhin) D'argent à la bande de gueules. |
|       | Toulon (Var) D'azur à la croix d'or, à un drapeau d'argent contourné dans le premier canton. |
|       | Toulouse (Haute-Garonne) De gueules à la croix cléchée, vidée, pommetée de douze pièces d'or, sur une vergette du même, accompagnée en pointe d'un agneau passant d'argent, la tête nimbée, contournée, brochant sur la vergette, la croix accostée à dextre d'un château d'argent, et à sénestre d'une basilique du même, au chef de France ancien. |
|       | Tours (Indre-et-Loire) De sable à trois tours couvertes d'argent ; au chef de France. Différences entre dessin et blasonnement : Les tours ci-contre sont représentées ouvertes du champ, essorées et chargées chacune d'un drapeau de gueules, ce que le blasonnement n'indique pas. |
|       | Troyes (Aube) D'azur à la bande d'argent côtoyée de deux doubles cotices potencées d'or de treize pièces, au chef de France. |
|       | Versailles (Yvelines) D'azur à trois fleurs-de-lys d'or, au chef d'argent chargé d'un coq bicéphale issant au naturel. |
|       | Vesoul (Haute-Saône) Coupé d'azur billeté d'or au lion issant du même, armé et lampassé de gueules, brochant sur le semé ; et de gueules à un croissant d'argent. |

### Autres villes ayant le Chef de France
| Image | Nom de la ville, du département, du blasonnement | Image | Nom de la ville, du département, du blasonnement |
| ----- | --- | ----- | --- |
|       | L'Aigle (Orne) D'or à l'aigle bicéphale de sable, au chef de France. |       | Milhaud (Gard) D'Aragon à la barre d'azur, au chef de France. |
|       | Amboise (Indre-et-Loire) Palé d'or et de gueules, au chef de France. |       | Montbrison (Loire) De gueules à un château flanqué à dextre d'une tour couverte, le tout d'or maçonné de sable, ouvert du champ, sur une terrasse du second ; au chef de France. |
|       | Aurillac (Cantal) De gueules à trois coquillages d'argent, au chef de France. |       | Montereau-Fault-Yonne (Seine-et-Marne) De gueules à trois tours crénelées d'argent ouvertes du champ et maçonnées de sable, au chef de France. |
|       | Avon (Seine-et-Marne) De gueules à deux clefs d'argent passées en sautoir, au chef de France. |       | Moulins (Allier) D'argent à trois croisettes pattées de sable ajourées du champ, au chef de France. |
|       | Béziers (Hérault) D'argent à trois fasces de gueules, au chef de France. |       | Narbonne (Aude) De gueules à une clef d'or forée en pal et senestreé d'une double croix d'or posée d'argent, au chef de France. |
|       | Bolbec (Seine-Maritime) De gueules à trois navettes d'argent, au chef de France. |       | Oran (Département d'Oran) 1830—1962 Écartelé : au 1er de gueules à un coq d'argent, la patte dextre levée sur une boule d'or, au 2e d'or à la nef antique de sable, la proue en tête de lion, équipée d'argent, pavillonnée d'une flamme tiercée en pal d'azur, d'argent et de gueules, voguant sur une mer ondée d'azur et d'argent ; au 3e de sinople au croissant surmonté d'une étoile, le tout d'or, au 4e contre-écartelé de gueules à un château d'or ouvert et ajouré d'azur, et d'argent au lion de gueules ; le tout sommé du chef de France ancien. |
|       | Breteuil (Eure) Losangé d'or et de gueules, au chef de France. |       | Pèzenas (Hérault) D'argent à trois fasces de gueules, au franc-canton d'or chargé d'un dauphin d'azur, au chef de France. |
|       | Brionne (Eure) De gueules à la tour d'argent mouvant d'une rivière du même, chargée de la lettre B capitale d'azur et accostée de deux navettes d'or, au chef de France.                                                                                      |       | Pont-Audemer (Eure) De gueules à un pont de trois arches d'argent, maçonné de sable, sur une rivière du second mouvant de la pointe ; au chef de France. |
|       | Brioude (Haute-Loire) De gueules à une ruche d'or accompagnée de six abeilles du même en orle, au chef de France ancien. |       | Pont-de-l'Arche (Eure) De gueules à un pont de trois arches d'argent mouvant d'une mer de sinople, chargé d'une croix à tige d'or sur le milieu et de deux tours d'argent couvertes aux deux extrémités ; au chef de France. |
|       | Carentan (Manche) D'argent à l'aigle éployée de gueules, accostée de neuf billettes de même, 4, 2, 2 et 1 ;au chef de France. |       | Pont-l'Évêque (Calvados) De pourpre à deux bœufs l'un sur l'autre, au chef de France. |
|       | Castelnaudary (Aude) De gueules à une tour donjonnée de trois tours du même, le tout d'argent ouvert, ajouré et maçonné de sable ; au chef de France. |       | Privas (Ardèche) D'argent au chène terrassé de sinople et englanté d'or, au chef de France. |
|       | Chartres (Eure-et-Loir) De gueules à trois besants d'argent, chacun chargé d'une inscription de sable frappé au droit d'un denier du Moyen Âge du type bléso-chartrain accompagné à senestre d'une fleur de lys du même ; au chef de France.                  |       | La Queue-en-Brie (Val-de-Marne) D'argent à une tour de gueules maçonnée de sable brochant sur une rivière du champ en fasce, au chef de France. |
|       | Chassieu (Rhône) de gueules à la clef renversée d'argent le panneton à senestre, adextrée d'une lettre S et senestrée d'une lettre P, toutes deux capitales du même, au chef de France.                                                                       |       | Saint-Affrique (Aveyron) D'or à la croix fleurdelysée d'azur chargée d'un croissant du même brochant en pointe, au chef de France. |
|       | Châtillon-sur-Seine (Côte-d'Or) De gueules à un château crénelé en perspective d'argent de quatre tours, le tout maçonné de sable ; au chef de France. |       | Saint-Denis-lès-Bourg (Ain) De gueules au lion d'hermine accosté à dextre d'une crosse abbatiale d'or et à senestre d'une épée haute d'argent garnie d'or, au chef de France. |
|       | Clermont-en-Beauvaisis (Oise) De gueules à une tour d'or ouverte, ajourée et maçonnée de sable ; au chef de France. |       | Saint-Rémy-de-Provence (Bouches-du-Rhône) D'Aragon au chef de France. |
|       | Cognac (Charente) De gueules au cavalier casqué d'argent, contourné et monté sur un cheval du même, tenant une fleur de lys d'or au bout d'un bâton d'argent ; au chef de France.                                                                             |       | Saintes (Charente-Maritime) De gueules à un pont de trois arches surmonté de trois tours couvertes et girouettées, mouvant du flanc dextre, ayant à senestre un portail ouvert accompagné de deux tours crénelées, couvertes et girouettées, le tout d'argent maçonné de sable, sur une onde d'argent aussi mouvant de la pointe, au chef de France. |
|       | Conflans–Sainte-Honorine (Yvelines) De gueules au pairle d'argent, au chef de France ancien. |       | Sarlat-la-Canéda (Dordogne) De gueules à une salamandre d'or sur son brasier du même, au chef de France. |
|       | Coursan (Aude) D'azur à une fasce d'or chargée d'une vache de gueules, accompagnée en chef de trois fleurs de lys d'or, et en pointe d'un croissant d'argent. —OU— Tiercé en fasce de France, d'or à une vache de gueules, et d'azur à un croissant d'argent. |       | Saumur (Maine-et-Loire) De gueules à une salamandre d'or sur son brasier du même, au chef de France. |
|       | Égly (Essonne) De gueules au loup contourné d'or, la tête regardant vers la dextre, denté d'argent, au chef de France. |       | Sauveterre-de-Rouergue (Aveyron) D'or à une branche de sauge de sinople, au chef de France. |
|       | Esbly (Seine-et-Marne) D'or à l'aigle de sable, au chef de France. |       | Savigny-sur-Orge (Essonne) D’or au lion de gueules tenant une bannière coupée d’argent et du second emmanchée du troisième, au chef de France ancien. |
|       | Eysines (Gironde) De gueules à la main de justice d'or adextrée de trois croissants adossés d'argent posés en pairle renversé et senestrée d'une croisette de Malte du même, au chef soutenu d'une divise ondée du même, parti de France et d'Aquitaine.      |       | Tournan-en-Brie (Seine-et-Marne) De gueules à une porte de ville d'argent, ouverte du champ et flanquée de deux tours couvertes du second, au chef de France. |
|       | Flers (Orne) De gueules à deux navettes d'or posées en sautoir accompagnées de trois bobines d'argent, au chef de France. |       | Tournus (Saône-et-Loire) De gueules à un château à trois tours d'argent soutenu d'une croix de légion d'honneur au naturel, au chef de France. |
|       | Gisors (Eure) De gueules à la croix engrelée d'or, au chef de France. |       | Trèbes (Aude) D'argent à trois lettres B capitales d'azur, au chef de France. |
|       | Guînes (Pas-de-Calais) Vairé d'azur et d'or, au chef de France. |       | Tulle (Corrèze) De gueules à trois rocs d'échiquier d'or, au chef de France. |
|       | Honfleur (Calvados) De gueules à la tour donjonnée d'argent maçonnée de sable et accostée de deux fleurs de lys d'or, au chef de France. |       | Uzès (Gard) Fascé d'argent et de gueules, au chef de France. |
|       | Juvisy-sur-Orge (Essonne) De gueules à trois jumelles d’or, parti de sinople à deux ponts superposés et surmontés d’une fontaine, le tout d’argent maçonné de sable ; au chef de France.                                                                      |       | Vernon (Eure) D'argent à trois bottes de cresson de sinople, au chef de France. |
|       | Laon (Aisne) D'argent à trois merlettes de sable ; au chef de France. |       | Vias (Hérault) D'or à trois pals de gueules, au chef de France. |
|       | Limoges (Haute-Vienne) De gueules au chef de Saint Martial de carnation, orné à l’antique d’or, ombré de sable, entre deux lettres gothiques d’or S et M ; au chef de France.                                                                                 |       | Villefranche-de-Rouergue (Aveyron) De gueules à un pont de trois arches chargé de deux tours d'argent sur une onde d'azur et surmonté d'une croix de Toulouse d'or, au chef de France. |
|       | Lisieux (Calvados) D'argent à deux clefs de sable en sautoir accostées de quatre étoiles du même, au chef de France. |       | Villemur-sur-Tarn (Haute-Garonne) De gueules au mur crénelé d'argent maçonné de sable, surmonté d'un croissant du second et accompagné de trois étoiles d'or, au chef de France. |
|       | Loches (Indre-et-Loire) De sinople à six loches d'argent posées 3, 2 et 1, au chef de France. |       | Villeneuve d'Aveyron (Aveyron) De gueules à une croix de Toulouse d'or, au chef de France. |
|       | Marmande (Lot-et-Garonne) de gueules aux quatre tours d'argent, maçonnées de sable, posées en croix et confrontées par leurs pieds, entre lesquels est posée une croix potencée du même ; au chef de France.                                                  |       | Villeneuve-Tolosane (Haute-Garonne) Écartelé d'argent à quatre otelles de sinople mises en sautoir et de gueules à trois sceptres d'or fleurdelysés, au chef de France. |
|       | Meaux (Seine-et-Marne) Parti de gueules et de sinople à la lettre m onciale d'or brochant sur le parti, au chef de France ancien. |       | Vincennes (Val-de-Marne) De gueules à un donjon de deux tours posé sur un chemin de ronde flanqué de deux échauguettes, le tout d'argent, ajouré et maçonné de sable, posé sur une risberme aussi d'argent et soutenu de trois boulets mal ordonnés du même ; au chef de France ancien. |